# 斯顿普敦 (西弗吉尼亚州)
38°50′56″N 80°59′38″W / 38.84889°N 80.99389°W
斯顿普敦（英語：Stumptown）是美国西弗吉尼亚州吉尔默县的一个未建制社区。该地区海拔725 英尺(221 米)。